# 片原村
片原村（かたはらむら）は、かつて岐阜県山県郡に存在した村である。
現在の山県市片原に該当し、武儀川の支流の神埼川沿いに位置する。
村名は、前身となった村の名から一文字ずつとった、合成地名である。

## 歴史
- 1874年（明治7年） - 片狩村と日原村が合併し、片原村となる。
- 1889年（明治22年）7月1日 - 町村制により片原村発足。
- 1897年（明治30年）4月1日 - 神崎村、円原村と合併し、北山村が発足。同日片原村は廃止される。

## 神社・仏閣
- 雷公神社
- 小鷹神社